# Bloomfield Township (Jackson County, Ohio)
Bloomfield Township is een township in de Amerikaanse staat Ohio. Het is een van de twaalf townships gelegen in Jackson County.

## Geografie
Bloomfield ligt in het oostelijk deel van Jackson County. Verder grenst het aan:
- Milton Township (noord)
- Wilkesville Township (noordoosthoek, Vinton County)
- Huntington Township (oost, Gallia County)
- Raccoon Township (zuidoosthoek, Gallia County)
- Madison Township (zuid)
- Franklin Township (west)
- Lick Township (noordwest)